# Manuel Valladares Rubio
 Manuel Valladares Rubio (Ciudad de Guatemala, 7 de julio de 1869-Ciudad de Guatemala, 2 de abril de 1927) fue un escritor guatemalteco que publicó sus obras con el pseunónimo «El Doctor Fences Redish». Estuvo casado con María Dolores Aycinena Payés, quien era hija del poeta Juan Fermín Aycinena y Aycinena.

## Reseña biográfica
El 20 de mayo de 1920 la Oficina Internacional de Centroamérica, adscrita a la Pan American Union, nombró a cinco delegados por país para representarlos; entre los representantes de Guatemala estaba Valladares Rubio, junto con Tácito Molina, José León Castillo, Manuel A. Herrera y José Ubico.  Además, el gobierno de Carlos Herrera y Luna lo nombró junto a Alberto Mencos como el representante de Guatemala ante la Corte Internacional de La Haya.

## Obras
En abril de 1928, aparecieron póstumamente en el periódico guatemalteco Nuestro Diario los artículos de Valladares Rubio sobre la presidencia del licenciado Manuel  Estrada Cabrera, bajo el pseudónimo «El Doctor Fences Redish»:
- «El Tinterillo en el poder»
- «Soplos de perversión y de muerte»
- «Disfraces y caretas».[3][a]

La objetividad de los escritos de Valladares Rubio contra Estrada Cabrera se cuestiona, pues él estaba casado con María Dolores Aycinena Payés —quien era hija del poeta Juan Fermín Aycinena y Aycinena— y era miembro del conservador Clan Aycinena, rival acérrimo de los regímenes liberales.
- Valladares Rubio, Manuel (1962). Estudios históricos 40. Guatemala: Editorial Universitaria, Universidad de San Carlos.